# 榎戸駅 (愛知県)
榎戸駅（えのきどえき）は、愛知県常滑市港町にある、名鉄常滑線の駅である。駅番号はTA20。

## 歴史
1974年から無人駅であったが、中部国際空港連絡線工事に伴う当駅 - 常滑間高架化に伴い、2002年から同区間が運転休止、終着駅となり駅員が配置された（この間、常滑方面はバス代替、当駅近くに名鉄バス榎戸管理所（現在廃止）も設けられた）。休止期間中のみ急行や特急も止まり、当駅発着のミューチケットも発売していた。2003年に同区間の工事が完了し、無人駅に戻る。
- 1944年（昭和19年）11月18日 - 開業。
- 1961年（昭和36年）度 - 貨物営業廃止[3]。
- 1974年（昭和49年）6月1日 - 無人化[4]。
- 2002年（平成14年）1月16日 - 榎戸・常滑間高架工事により一時的に終着駅となり有人駅になる。跨線橋が新設され、ホームの有効長を4両分から6両分に延伸[2]。
- 2003年（平成15年）
  - 10月4日 - 工事完了により従来通り普通停車駅となる[2]。
  - 11月30日 - 再び無人駅化[2]。
- 2004年（平成16年）5月20日 - 駅集中管理システムを導入。渡り線が撤去される[2]。
- 2005年（平成17年）
  - 1月15日 - トランパス導入。
  - 1月29日 - ダイヤ改正に伴い、夕時間帯の急行特別停車を廃止。
- 2011年
  - 2月11日 - ICカード乗車券「manaca」供用開始。
  - 3月26日 - ダイヤ改正に伴い、平日朝1本のみ急行が特別停車するようになる。
- 2012年（平成24年）2月29日 - トランパス供用終了。

## 駅構造
2面2線相対式ホームの地上駅で無人駅。駅集中管理システム（管理駅は常滑駅）が導入されている。ホームは6両分。利用者がやや多いため、車椅子対応多機能トイレがある。上下線とも改札口からホームまで段差無しのスロープで繋がっているため、エレベーターはない。上りホームに西改札口、下りホームに東改札口がある。改札内の跨線橋は2002年に一時的な終着駅になった時に設置されたもので、常滑方面の運行再開後もそのまま使われている。
自動改札機等は、一度撤去されたが、駅集中管理システム導入の際、再び設置された。
平日朝に、下りの急行1本が特別停車する。
| 番線 | 路線      | 方向 | 行先                         |
| ---- | --------- | ---- | ---------------------------- |
| 1    | TA 常滑線 | 下り | 中部国際空港方面             |
| 2    | TA 常滑線 | 上り | 太田川・金山・名鉄名古屋方面 |

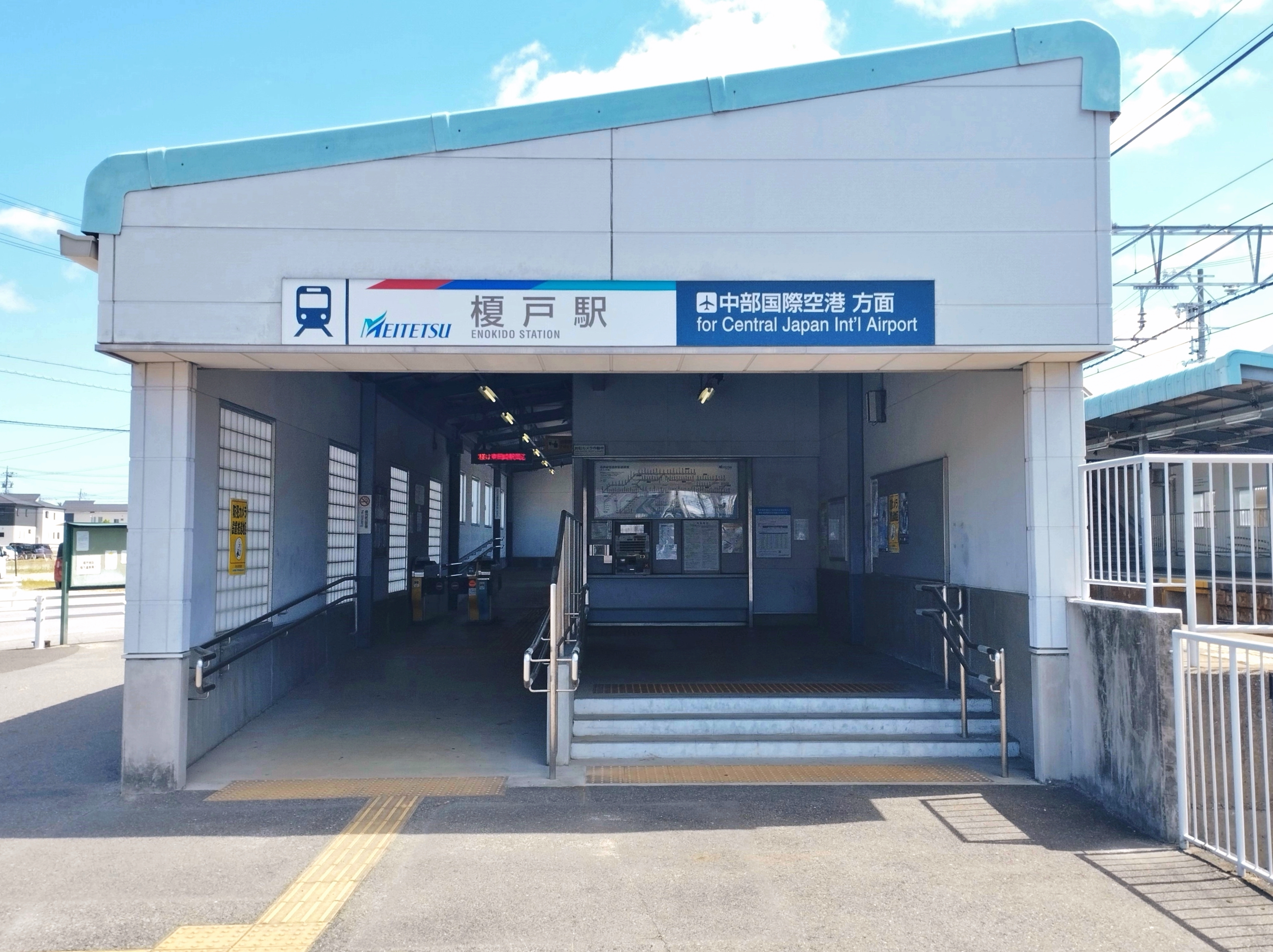
東口
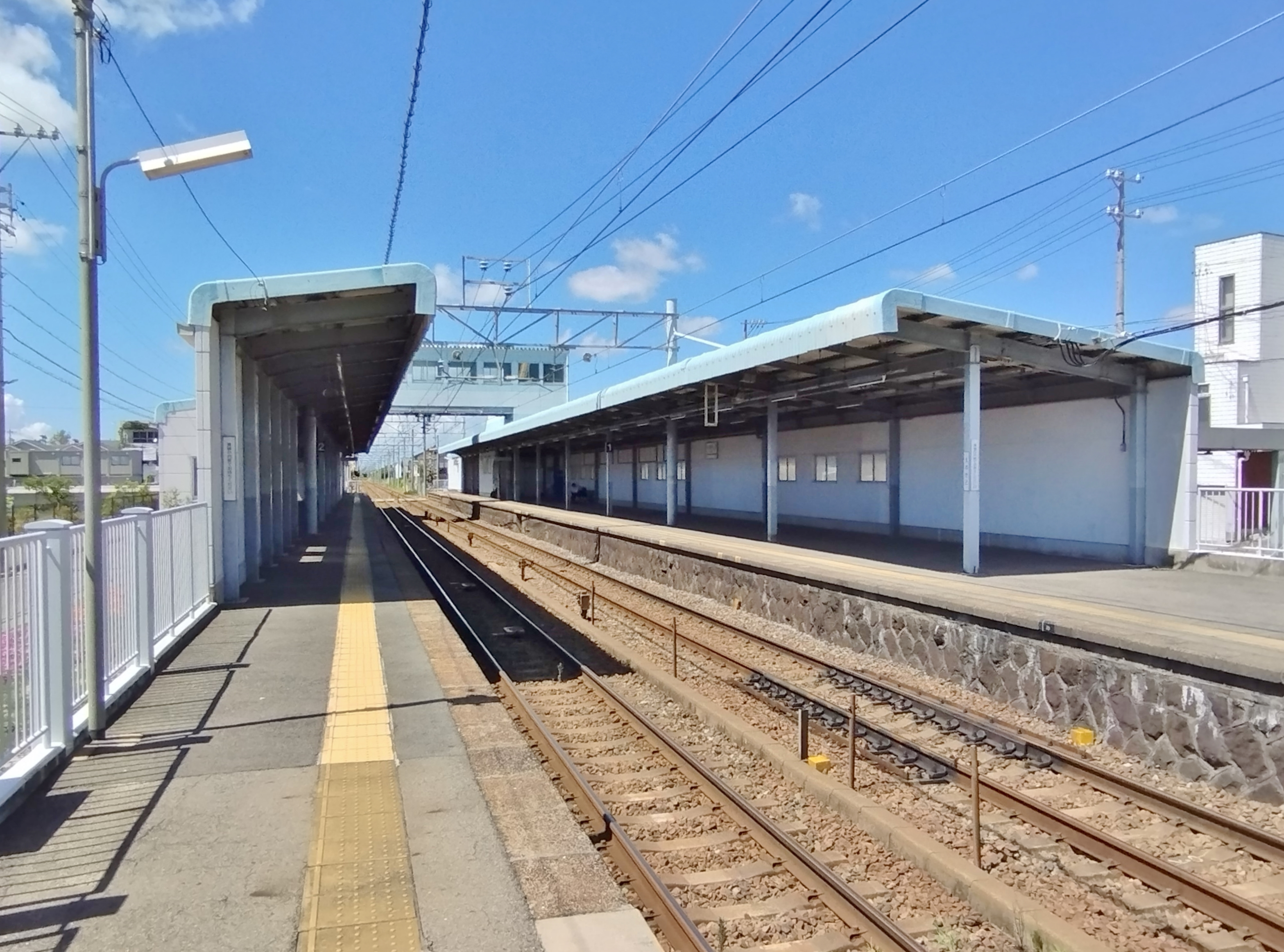
ホーム
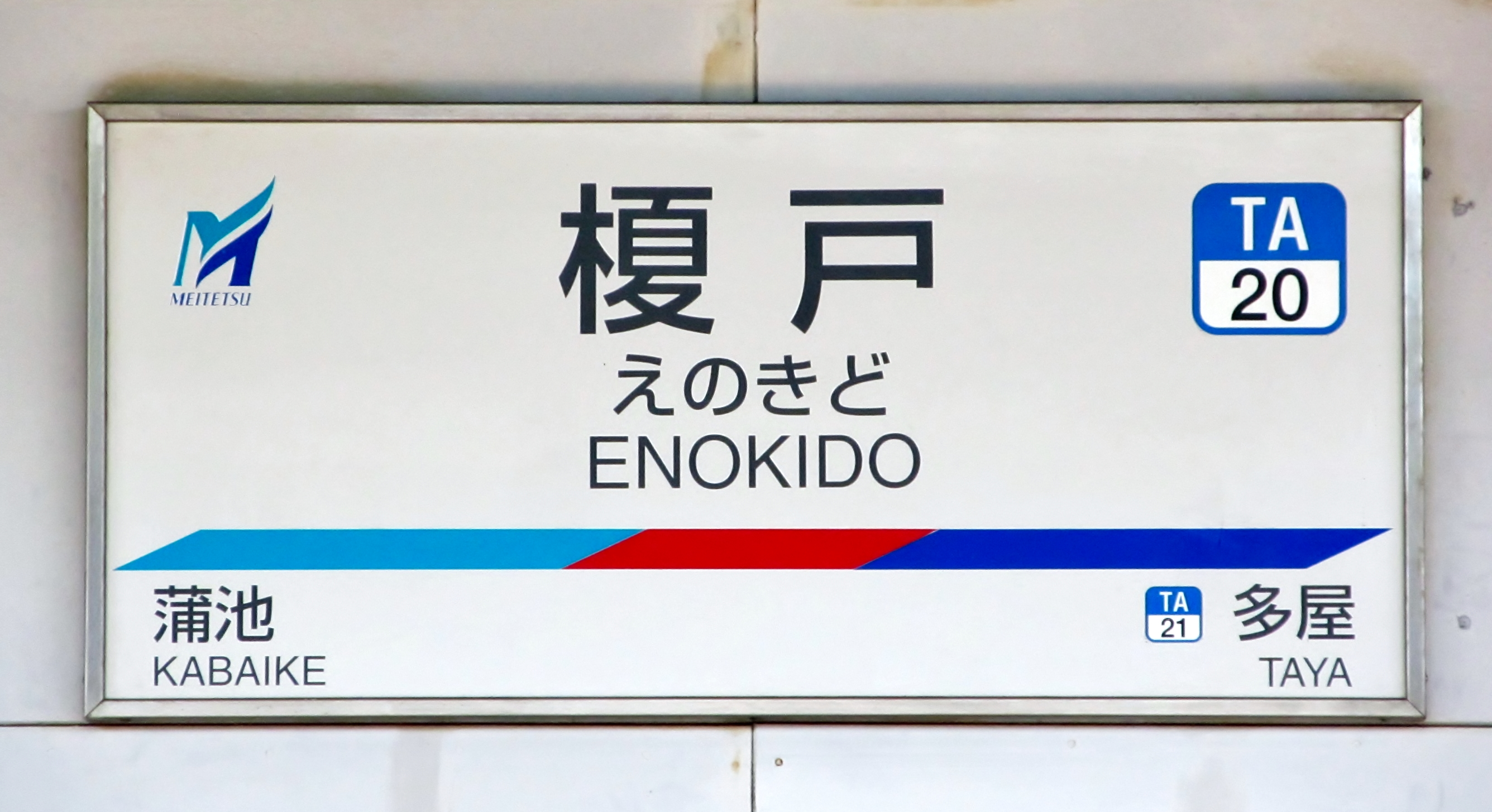
駅名標

### 配線図
| ← 太田川・ 名古屋方面 | 榎戸駅 構内配線略図 | → 常滑・ 中部国際空港方面 |
| 凡例 出典:            |                     |                           |

## 利用状況
- 『名鉄120年：近20年のあゆみ』によると2013年度当時の1日平均乗降人員は1,466人であり、この値は名鉄全駅（275駅）中199位、常滑線・空港線・築港線（26駅）中20位であった[9]。
- 『名古屋鉄道百年史』によると1992年度当時の1日平均乗降人員は641人であり、この値は岐阜市内線均一運賃区間内各駅（岐阜市内線・田神線・美濃町線徹明町駅 - 琴塚駅間）を除く名鉄全駅（342駅）中260位、常滑線・築港線（24駅）中23位であった[10]。

「とこなめの統計」によると、当駅の一日平均乗降客数は以下の通り推移している。2002年度は前述の工事に伴い常滑線の終着駅となっていた為に利用者が多かったが、2003年10月4日に工事が終了し再び普通停車駅となった。
当駅の利用客は多くがLIXIL榎戸工場への通勤客であり、工場が休日となる土休日は利用者が極端に少なくなる。
| 年度               | 1日平均 乗降人員 |
| ------------------ | ---------------- |
| 2002年（平成14年） | 8,378            |
| 2003年（平成15年） | 5,065            |
| 2004年（平成16年） | 1,325            |
| 2005年（平成17年） | 1,466            |
| 2006年（平成18年） | 1,454            |
| 2007年（平成19年） | 1,506            |
| 2008年（平成20年） | 1,505            |
| 2009年（平成21年） | 1,463            |
| 2010年（平成22年） | 1,409            |
| 2011年（平成23年） | 1,378            |
| 2012年（平成24年） | 1,439            |
| 2013年（平成25年） | 1,466            |
| 2014年（平成26年） | 1,451            |
| 2015年（平成27年） | 1,518            |
| 2016年（平成28年） | 1,591            |

## 駅周辺

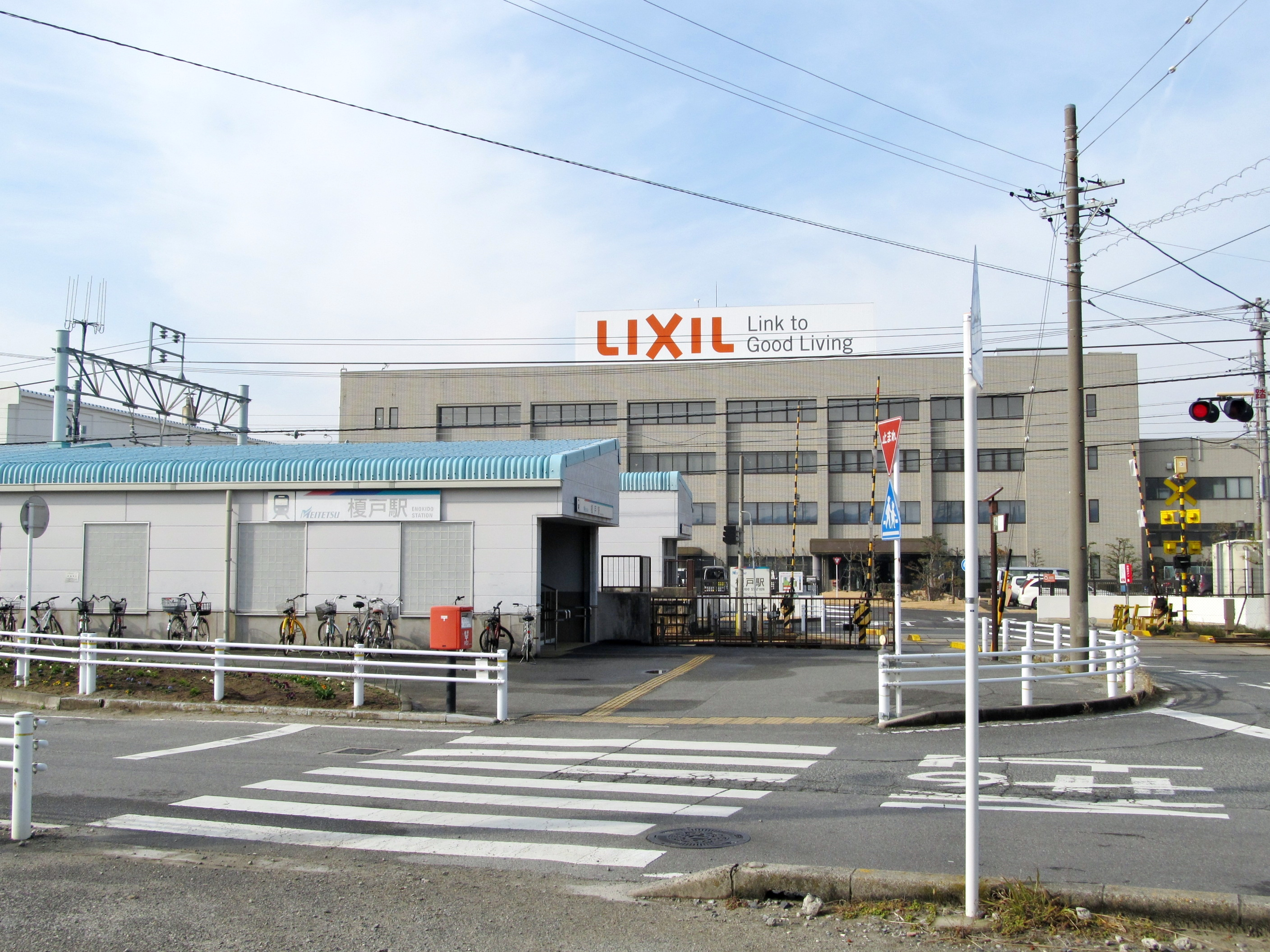
LIXIL榎戸ビル

- LIXIL（旧INAX） 榎戸工場・榎戸ビル（研究開発拠点）
上り側駅舎すぐ目の前にある。主に衛生陶器（便器・洗面器など）を中心とした水回り製品の製造を行う同社の主力工場および研究開発施設[11]。
- 榎戸漁港

## 隣の駅
名古屋鉄道
TA 常滑線
□ミュースカイ・■特急・□快速急行・■急行・■準急
通過
■急行（平日朝下り1本のみ特別停車）
蒲池駅 (TA19) - 榎戸駅 (TA20) - 常滑駅 (TA22)
■普通
蒲池駅 (TA19) - 榎戸駅 (TA20) - 多屋駅 (TA21)